# 台灣青年反共救國團
台灣青年反共救國團是一個於2008年11月籌備、2009年6月27日正式成立的臺灣社會團體，簡稱反共團。其宗旨在維護臺灣主權，以愛台護台守護台灣為志業，宣揚自由、民主、人權、法治等理念，加強青年反共教育，揭發中共邪惡本質，喚起全民反共意識，協助臺灣人認清中共真相，團結一切反對專制人士，促進臺灣人免於恐懼的生活自由。

## 成立
共同發起人包括中共黨史專家與政論家林保華（筆名：凌鋒）及其妻楊月清、臺灣史學者李筱峰、台灣投資中國受害者協會創會會長高為邦等。團員包括時任民主進步黨黨主席的蔡英文、前行政院新聞局局長謝志偉、民主進步黨臺北市議員簡余晏、民主進步黨客家事務部主任楊長鎮、律師黃帝穎等。
「台灣青年反共救國團」名稱是諷刺由蔣經國於蔣中正政府時期所成立的中國青年反共救國團，卻在2000年政黨輪替後由中國國民黨人士主導拿掉「反共」字樣。理事長林保華說：早期國府與中共只是「兩獨裁集團之間的相爭」，與他所強調的「民主反共」不同。因名稱高度相似，向內政部申請成立時還遭官員關切勸說，希望能將救國「團」字改成「協會」。執行長楊月清則向其表示，蔣經國的立場是從整個大中國出發，與其主張台灣主體性的想法全然不同。內政部最後只好接受。
林保華說，馬英九政府一面倒傾中，凸顯其對中共認識並不深刻。中共本質上並未有變化，政治上固然還主張專制，經濟上也依然是剝削。林保華表示，新團體希望深入校園，向台灣青年學子好好說明自己對共黨的認識過程。他說，早年他曾有所信仰，轉折到最後的反共，是有很多切身的經驗。

## 活動
- 2009年，台灣青年反共救國團聲援高雄電影節播放描述世界維吾爾代表大會主席熱比婭人生與感情成長過程的紀錄片《愛的十個條件》。[10]
- 2010年，台灣青年反共救國團與中國民運人士王丹聲援Google、並籲中國釋放因起草呼籲實施民主憲政的「零八憲章」而遭中國判刑入獄的異議人士劉曉波。[11]
- 2011年，台灣青年反共救國團與民進黨立法委員田秋堇等聲援中國藝術家與維權人士艾未未。[12]
- 2012年，台灣青年反共救國團與台灣圖博之友會應熱比婭邀請，參加在日本東京所舉辦的世界維吾爾代表大會。[13]
- 2018年中華民國地方公職人員選舉，林保華夫婦極力支持的民進黨慘敗。2018年12月31日，林保華宣布：「鑑於許多因素，在2018年的最後一天，我初步決定：退出台灣青年反共救國團，並辭去台灣維吾爾之友會理事長職務。以後從事單純的評論員工作。」

## 外部連結
- 台灣青年反共救國團
- 《李筱峰專欄》歡迎參加「台灣青年反共救國團」, 自由時報, 2008-11-2
- 反共團 最新報導 （页面存档备份，存于）, PeoPo公民新聞
- 高為邦: 掠奪台商就是中共的國家政策！, 台灣青年反共救國團